# Teenage Dream
Teenage Dream (tạm dịch: Giấc mơ niên thiếu) là album phòng thu thứ ba của nữ ca sĩ người Mỹ Katy Perry, phát hành vào ngày 24 tháng 8 năm 2010 bởi hãng đĩa Capital Record. Phần âm nhạc trong Teenage Dream được lấy cảm hứng từ nhiều thể loại âm nhạc như Pop, Rock cùng với những thể loại khác như Disco và Nhạc điện tử. Ngoài ra còn có các chất liệu đa dạng khác như funk, house, gothic rock, Hi-NRG và Hip-hop. Phần lời bài hát trong album này phần lớn xoay quanh những thăng trầm của những chuyện tình thời niên thiếu, tiệc tùng, niềm tin vào bản thân và sự trưởng thành cá nhân. Ngoài việc đồng sáng tác tất cả các bài hát trong album, Perry hợp tác với rất nhiều các nhà sản xuất và nhạc sĩ, trong đó có những cái tên như Dr.Luke, Max Martin, Benny Blanco, Tricky Stewart, Stargate, Ryan Tedder, Greg Kurstin, Ester Dean và The Dream.
Ngay từ khi phát hành, album nhận được nhiều nhận xét trái chiều từ các nhà phê bình âm nhạc; với nhiều lời khen ngợi việc sản xuất và chủ đề của album, trong khi một số lại đưa ra lời phê bình đến lời bài hát trong album. Tại Hoa Kỳ, Teenage Dream có cú nhảy vọt lên ngôi đầu bảng xếp hạng Billboard 200, với 192.000 đĩa tiêu thụ trong tuần đầu tiên. Sau đó, album cũng được chứng nhận đĩa bạch kim ba lần bởi RIAA khi bán được hơn 2,7 triệu đĩa tại Hoa Kỳ. Tính đến nay, album đã bán được hơn 9 triệu bản tại Hoa Kỳ và lọt vào top 40 trong bảng tổng sắp cuối năm của Billboard 200 trong ba năm liên tiếp. Teenage Dream cùng với những đĩa đơn trích từ album nhận được nhiều đề cử và giải thưởng, trong đó có đề cử "Album của năm", "Album giọng Pop xuất sắc nhất" và "Thu âm của năm" tại Giải Grammy lần thứ 53 và lần thứ 54, cũng như giành được giải thưởng "Album của năm" tại lễ trao giải Giải Juno năm 2011.
Album cho phát hành các đĩa đơn đạt quán quân như "California Gurls", "Teenage Dream", "Firework", "E.T." và "Last Friday Night (T.G.I.F.)". "The One That Got Away", đĩa đơn thứ sáu của album, đạt đến vị trí thứ 3 tại Billboard Hot 100. Teenage Dream là album thứ hai trong lịch sử có năm đĩa đơn đạt ngôi đầu bảng trong cùng một album, sau Bad (1987) của Michael Jackson, giúp Katy Perry trở thành nghệ sĩ nữ đầu tiên đạt kỉ lục trên và là album thứ 3 trong lịch sử có 7 đĩa đơn lọt vào top 5. Cùng với 2 đĩa đơn trích từ sản phẩm tái bản năm 2012, album thiết lập một kỷ lục mới trong thời đại kỹ thuật số cho các đĩa đơn đa Bạch kim từ một album, phá vỡ kỷ lục trước đó của Fergie với The Dutchess (2006) cùng 5 bài hát đạt Bạch kim.

## Bối cảnh sản xuất và thu âm

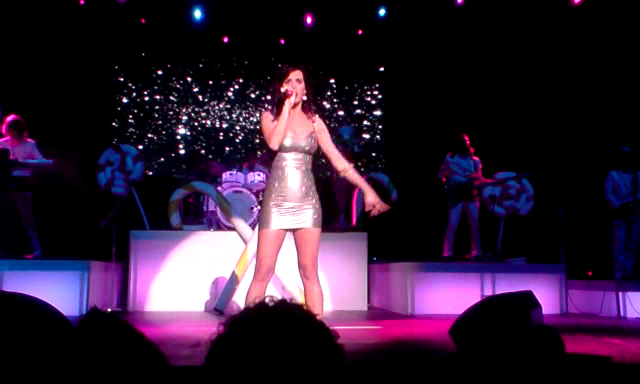
Perry trình diễn "E.T." tại Budapest

Trước khi bắt tay thực hiện Teenage Dream, Perry chia sẻ với tờ Rolling Stone về kế hoạch sản xuất sắp tới của mình. Cô muốn "nhất định phải giữ nguyên chất pop" trong album nhằm giúp khán giả không bị nhàm chán. Perry bắt đầu thực hiện album từ ngày 13 tháng 10 năm 2009, cô tuyên bố rằng mình "đang trải qua nhiều giai đoạn trong việc thực hiện album, may thay Greg Wells đã giúp đỡ hoàn thiện nó". Album này là thành quả của nhiều sự kết hợp với những nghệ sĩ khác như Wells, Guy Sigsworth, Dr. Luke, Max Martin, Ryan Tedder, Rivers Cuomo, Thaddis "Kuk" Harrell, Greg Kurstin, Benny Blanco, Darkchild, Cathy Dennis, Ester Dean, The-Dream và Tricky Stewart, người tiết lộ trên tạp chí Rap-Up tháng 12 năm 2009 rằng album lần này mang hơi hướng pop và rock, giống như sản phẩm trước đây của Katy - One of the Boys, mặc dù anh gọi nó là "một thành phần khác biệt".. Đối với thành phần trực quan, Perry ví album "đi từ Shirley Temple, Betty Boop đến hơn một Betty Paige[...], một bức tranh nghệ thuật châm biếm vui nhộn của Lichtenstein: vẫn sáng nhưng màu sắc đậm hơn, chứa nhiều hoa vân anh kim loại hơn hoặc tím hơn màu hồng kẹo cao su."
Vào ngày 27 tháng 3 năm 2010, tại giải thưởng Kids' Choice Awards năm 2010, Perry tiết lộ với Jose Ordonez đây chính là "một bản thu đậm chất mùa hè". Cô cũng khẳng định sản phẩm lấy cảm hứng từ ban nhạc ABBA và The Cardigans. Theo Perry, cô đưa cho nhà sản xuất Dr. Ricardo những bản mixtape của hai nhóm để quyết định nội dung của album. Cô nói thêm, "Trong thời gian đi lưu diễn, khi càng yêu những ca khúc còn lại khác trong album, tôi cảm thấy mình lỡ mất những thứ khiến mọi người nhún nhảy theo."
Trong buổi chụp ảnh cho tạp chí Rolling Stone tháng 4 năm 2010, Perry tiết lộ thêm về những gì cô muốn truyền tải trong đĩa đơn đầu của album, "California Gurls". Được cho là lời đáp trả cho sự kết hợp của Jay-Z và Alicia Keys trong "Empire State of Mind", cô khẳng định "ai cũng có một bài hát về New York nhưng còn LA thì sao? Còn California thì sao?", cô cũng cho biết thêm rằng ca khúc cũng bắt nguồn cảm hứng từ Prince. Ca khúc cũng được kết hợp cùng rapper người California Snoop Dogg. USA Today có những phản hồi tích cực đến ca khúc này, gọi nó là "ly rượu mừng sôi nổi gửi đến mùa hè vui nhộn". Perry cũng tuyên bố rằng làm việc với Max Martin và Dr. Luke là một "nỗ lực hợp tác tuyệt vời".
Cô hoàn thành việc thu âm vào ngày 30 tháng 4 năm 2010. Phần ảnh bìa của album được vẽ bởi Will Cotton và được công bố lần đầu vào ngày 21 tháng 7 năm 2010 qua một webstream trực tiếp với Colton tại phòng thu Art Studio. Ngày 23 tháng 7 năm 2010, danh sách bài hát chính thức của album được đăng tải lên webstie chính thức của Perry. Cô thu âm Teenage Dream tại nhiều phòng thu âm như Playback Recording Studio, Roc the Mic Studios, Conway Recording Studios, Rocket Carousel Studio, Studio at the Palms, Triangle Sound Studios, Silent Sound Studios, The Boom Boom Boom, Henson Recording Studios, Capitol Studios, Nightbird Recording Studios, và Eightysevenfourteen Studios.

## Sáng tác
Tháng 6, 2010, Perry khẳng định một trong những phần của album lần này "hơi đường mật nhưng nếu bạn nghe toàn bộ album, tôi nghĩ đây chính là một bữa ăn ngon miệng. Tôi không muốn chỉ có những bài hát chơi trong hộp đêm thôi. Mọi người đều sống một cuộc sống thật, đều làm việc và có nhiều mối quan hệ. Có đôi chút thực tế và triển vọng hơn ở đĩa thu âm này."
Phần âm nhạc từ Teenage Dream mang hơi hướng từ rock và pop, trong kh kết hợp phần lớn những thể loại âm nhạc chưa từng nghe từ những sản phẩm trước từ cô như disco và nhạc điện tử. Về mặt âm nhạc, Teenage Dream là một hướng đi khác của Perry sau One of the Boys (2008), mang hơi hướng pop rock và soft rock chủ đạo. Album chủ yếu mang phạm vi lớn của nhạc rock, bao gồm disco-rock, glam metal, indie rock, pop rock, hard rock, electronic rock, rock, và goth rock.
Đĩa đơn đầu của album, "California Gurls" tiếp tục sử dụng "đoạn âm retro" từ "Teenage Dream", được viết như lời đáp trả cho "Empire State of Mind" của Jay-Z và Alicia Keys và gợi nhớ về lối sống ở bãi biển California. Ca khúc sử dụng thể loại disco, funk-pop và nhạc điện tử, trong khi lại được lấy cảm hứng từ loại nhạc New Wave và electropop. Được viết nhằm tưởng nhớ đến The Beach Boys, bài hát được so sánh với "September Gurls" bởi Big Star, cũng như nhóm Flanger.
Đĩa đơn thứ hai "Teenage Dream", nói về thời niên thiếu của Perry. Bài hát có giai điệu power pop và synthpop cùng với "phần giai điệu dạo đầu đặc trưng", và có nhiều ảnh hưởng từ disco và pop rock. Ca khúc bị so sánh với nhiều nghệ sĩ disco khác, bao gồm cả Madonna và The Cardigans. Đĩa đơn thứ ba, "Firework", nói về sức mạnh của bản thân. Ca khúc được viết theo dòng nhạc disco-rock được chơi làm nhạc nền, cùng với bản phối với tiếng đàn vĩ cầm và nhạc house. Ca khúc được so sánh với những nghệ sĩ như Coldplay và Leona Lewis. Theo lời Perry, ca khúc được lấy cảm hứng từ cuốn tiểu thuyết của Jack Kerouac, On The Road và trong nhiều dịp cô có nói đây là ca khúc cô yêu thích nhất trong album.
Đĩa đơn thứ tư, "E.T." nói về việc "yêu một kẻ khác người". Bản phối lại của ca khúc có phần xuất hiện của Kanye West. Ca khúc theo dòng nhạc điện tử và Hip hop ballad. Đĩa đơn thứ năm, "Last Friday Night (T.G.I.F.)" gợi nhớ về một trải nghiệm thật của Perry khi cô tiệc tùng ở Santa Barbara, khi cô đi dạo ở công viên, nhảy nhót trên bàn và tiệc tùng ở trong một hộp đêm. Ca khúc mang hơi hướng disco, indie rock và dance-pop. Đĩa đơn thứ sáu từ Teenage Dream, "The One That Got Away" là một bản rock và ballad teen-pop. Perry khẳng định cô viết bản nhạc này là "về lúc bạn hứa với ai đó sẽ ở bên họ mãi mãi, nhưng lại kết thúc mọi chuyện và không giữ được lời hứa đó. Đó là một câu chuyện cay đắng. Tôi hi vọng, những thính giả sẽ hiểu được bài hát này và không bao giờ phải nói họ đã có 'một nửa' đã ra đi."

## Phát hành và đồ họa

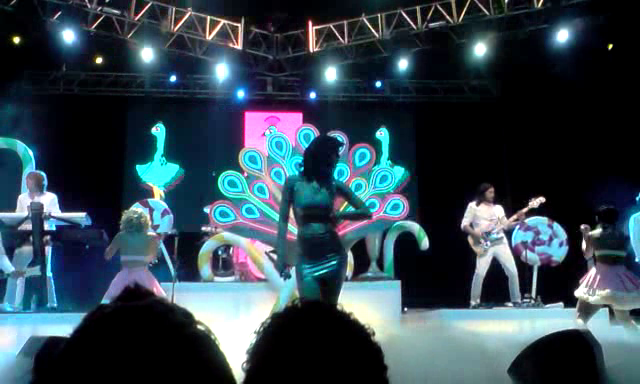
Perry đang trình diễn "Peacock" trong một đêm diễn quảng bá tại Budapest vào tháng 10 năm 2010.

"Teenage Dream" được phát hành ngày 24 tháng 8 năm 2010 tại Hoa Kỳ dưới dạng tải nhạc số trên iTunes và dưới dạng đĩa album bởi Capital Records. Trên toàn thế giới, album được phát hành ngày 30 tháng 8 năm 2010 và được phân bổ bởi EMI. Bản đặc biệt được phát hành ngày 27 tháng 8 năm 2010 tại Mỹ và bao gồm 2 CD với 12 bản gốc và hai bản bổ sung từ năm 2009 mà Perry góp mặt trong vai trò ca sĩ khách mời – "Starstrukk" của 3OH!3 và "If We Ever Meet Again" của Timbaland. Bản bổ sung cũng bao gồm bản phối lại của "California Gurls" và "Teenage Dream". Bìa của hai đĩa đơn đầu do Emma Summerton làm nhiếp ảnh gia vào tháng 4 năm 2010. Bìa đĩa chính thức, tấm ảnh mà Perry nằm khoả thân trên đám mây kẹo bông được vẽ trên tấm vải căng bởi Will Cotton và được phát hành vào 21 tháng 7 thông qua trang web trực tiếp.
Tại Bắc Mỹ, album được phát hành theo nhiều gói khác nhau. Bản không kiểm duyệt của album được phát hành dưới dạng 6 mặt, với phần ảnh bìa không có chữ, cùng với biển Parental Advisory. Đây cũng là hình thức của phần album dưới dạng mua đĩa kĩ thuật số. Phần booklet có chứa bìa trước của album, mà không có bất cứ nhãn đĩa hay chữ nào. Phần ảnh bìa có chữ thường được chứa trong các bản phát hành ngoài Bắc Mĩ. Một số album có giới hạn đã được ướp hương như mùi của kẹo bông. Phần bìa đĩa cũng được sử dụng trong EA Games trong bản có giới hạn của "The Sims 3: Showtime". Nó đã được phát hành vào ngày 6 tháng 3 năm 2012.

## Quảng bá

### Trình diễn trực tiếp

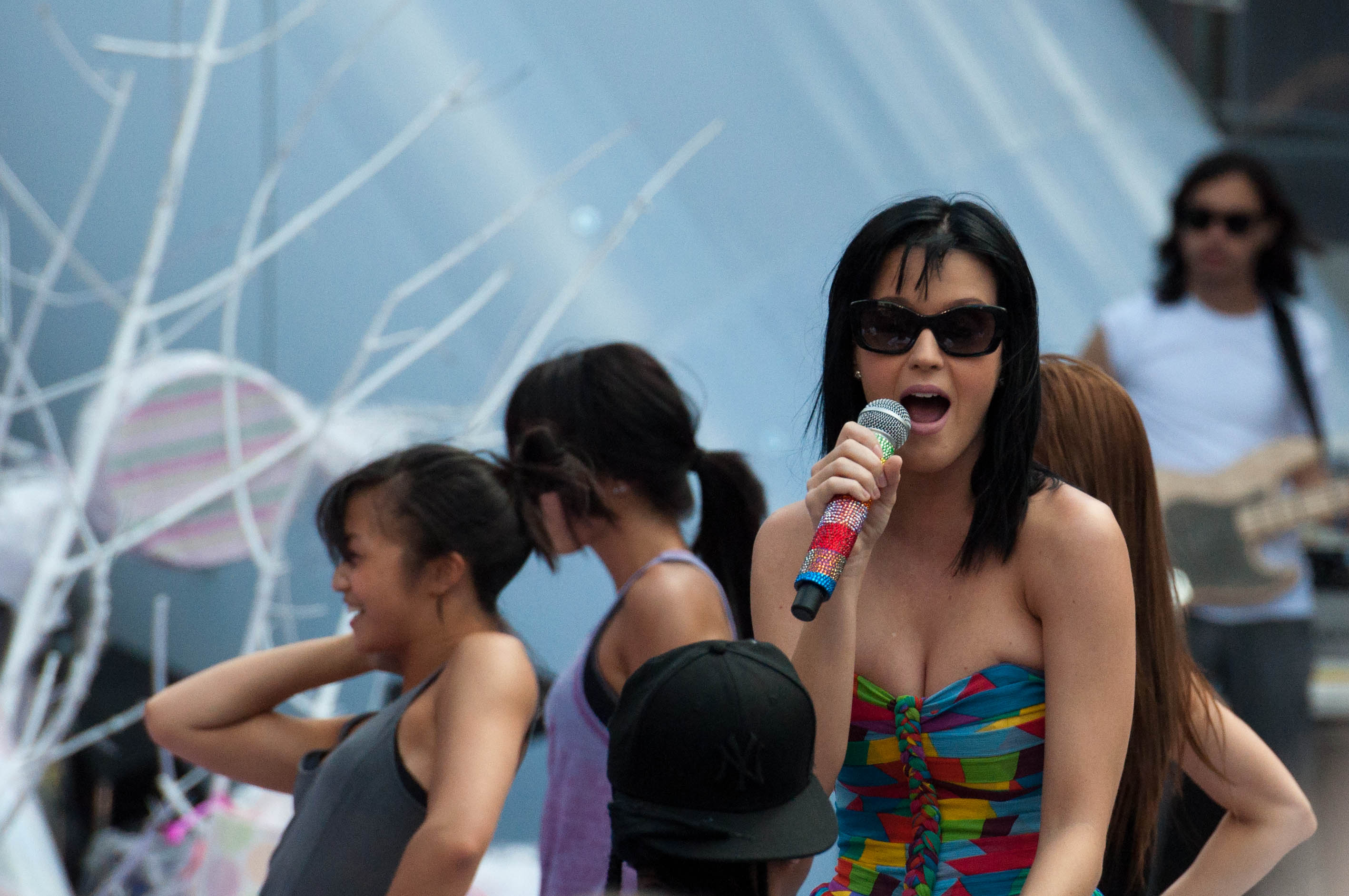
Perry đang diễn tập "California Gurls" tại MuchMusic Video Awards năm 2010.

Ngày 14 tháng 6 năm 2010, một bữa tiệc nghe nhạc với chủ đề bãi biển cùng album Teenage Dream được tổ chức tại New York, nhiều ca khúc đã được phát tại đó, bao gồm: "Teenage Dream", "Firework", "Last Friday Night", "Circle The Drain", "Pearl", "The One That Got Away", "Peacock", và "Not Like the Movies". Trước khi album được phát hành, ba đĩa đơn quảng bá được phát hành độc quyền trên cửa hàng của iTunes như là một hoạt động đếm ngược trước khi phát hành Teenage Dream. "Not Like the Movies" được phát hành dưới dạng kĩ thuật số ngày 3 tháng 8 năm 2010, và mở đầu tại vị trí thứ 53 tại Billboard Hot 100. "Circle the Drain" được phát hành dưới dạng đĩa đơn quảng bá kĩ thuật số ngày 10 tháng 8 năm 2010, và mở đầu tại vị trí thứ 58. "E.T." là ca khúc thứ ba, được phát hành trong tuần lễ tiếp theo vào ngày 17 tháng 8 năm 2010 và đạt vị trí thứ 42 tại Billboard Hot 100. "Peacock" đạt vị trí thứ 64 tại Canada, thứ 52 tại Séc, và vị trí đầu bảng tại Billboard Hot Dance Club Songs Mỹ. Nó đã bán hơn 500.000 bản tại Mỹ và đạt chứng nhận đĩa Vàng vào ngày 9 tháng 7 năm 2012. Bản phối lại theo nhạc dance được phát hành ngày 26 tháng 3 năm 2012.
Việc quảng bá cho album bắt đầu với màn trình diễn trực tiếp đĩa đơn đầu của album, "California Gulrs" vào ngày 20 tháng 5 năm 2010 tại một cuộc giới thiệu ở New York, tại MTV Movie Awards tháng 6 năm 2010, tại Germany's Next Top Model năm 2010, Le Grand Journal, MuchMusic Video Awards năm 2010 và trong chương trình The Graham Norton Show. Ngày 5 tháng 9 năm 2010, Perry trình diễn "Teenage Dream", "Last Friday Night (T.G.I.F.)", "Firework" và "Not Like the Movies" trong một chương trình tại Berlin. Nữ ca sĩ trình diễn trực tiếp "Teenage Dream" lần đầu tiên vào tháng 7 năm 2010 tại MTV World Stage Live in Malaysia và trình diễn mở màn tại Teen Choice Awards năm 2010. Vào tháng 8, Perry trình diễn "California Gurls" và "Peacock" tại The Morning Show và The Today Show. Cùng trong tháng đó, "Firework" được trình diễn lần đầu tại Late Show with David Letterman. Cô sau đó cũng trình diễn tại lễ trao giải Grammy lần thứ 53 vào ngày 13 tháng 2 năm 2011. Cô trình bày "The One That Got Away" tại The X Factor Anh vào ngày 16 tháng 10 năm 2011.

### Lưu diễn
Trong khi quảng bá cho album, Perry chia sẻ cô muốn chuyến lưu diễn sắp tới phải thực sự ấn tượng về mặt hình ảnh. Trên tài khoản Twitter, cô viết, "Tôi hi vọng nó sẽ thu hút tất cả giác quan của các bạn". Tháng 1 năm 2011, Perry chính thức công bố chuyến lưu diễn mang tên California Dreams Tour thông qua trang web chính thức của mình và phương tiện truyền thông. Perry cho biết cô sẽ tương tác với người hâm mộ trong chuyến lưu diễn nhiều hơn trên các trang mạng xã hội như Facebook và Twitter.
Chuyến lưu diễn bắt đầu ngày 20 tháng 2 năm 2011 tại Lisbon, Bồ Đào Nha và kết thúc ngày 22 tháng 1 năm 2012 tại Pasay, Philippines sau khi đi qua Châu Âu, châu Đại dương, Châu Á và Châu Mỹ. Chuyến lưu diễn đạt vị trí thứ 16 trong danh sách 25 chuyến lưu diễn có doanh thu cao nhất năm 2011 của Pollstar khi đem về 59,5 triệu đô tiền vé. Tại giải People's Choice Awards lần thứ 38, Perry giành chiến thắng ở hạng mục "Nghệ sĩ lưu diễn được yêu thích nhất". Ngày 24 tháng 11 năm 2011, Perry thông báo bộ phim tư liệu về chuyến lưu diễn sẽ được phát hành dưới định dạng DVD.

### Đĩa đơn

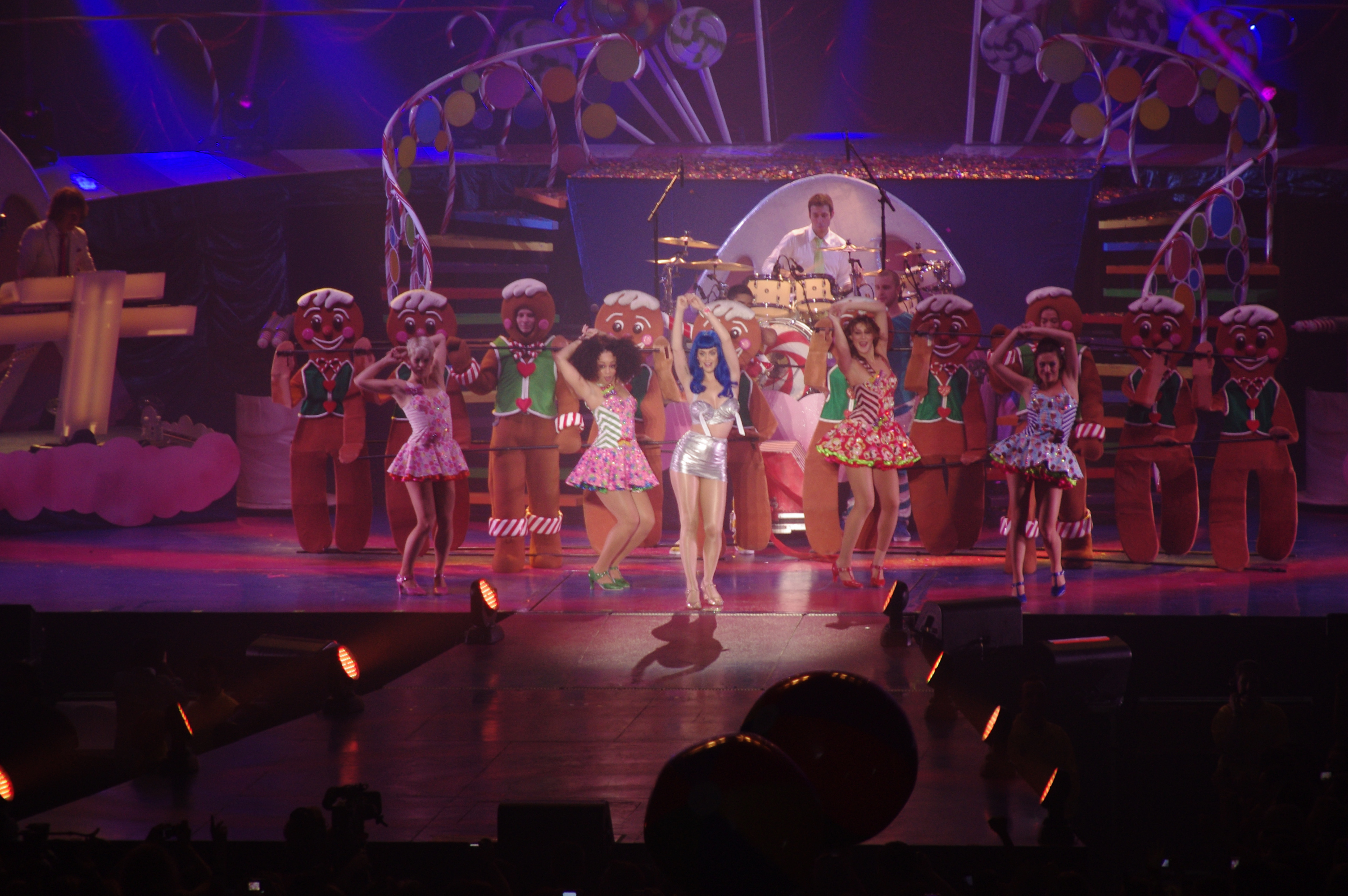
Perry trình diễn "California Gurls" tại Nottingham, Anh.

"California Gurls" là đĩa đơn đầu tiên được trích từ album, có sự góp mặt của rapper Snoop Dogg. Đĩa đơn ra mắt tại các đài phát thanh vào ngày 7 tháng 5 năm 2010 và dưới dạng kĩ thuật số 4 ngày sau đó. Bài hát nhận được nhiều ý kiến tích cực từ phía các nhà phê bình, khi lưu ý đây là ca khúc yêu thích của họ trong album. Bài hát đạt thành công thương mại trên khắp thế giới, đạt vị trí đầu bảng tại Billboard Hot 100 Hoa Kỳ trong 6 tuần liên tiếp. Ca khúc cũng đạt vị trí đầu bảng tại New Zealand, Anh, Úc, Canada, Ireland và Scotland. Đây là ca khúc có lượng đĩa kĩ thuật số bán chạy nhất năm 2010.
"Teenage Dream" được chọn là đĩa đơn thứ hai từ album. Ca khúc đến tay các nhà đài Mỹ vào ngày 22 tháng 7 năm 2010. Ca khúc nhận được nhiều phản ứng tích cực từ phía các nhà phê bình, với Jocelyn Vena từ MTV cho rằng ca khúc "tiếp nối được những gì mà California Gurls để lại", diễn tả ca khúc có "tiết tấu mạnh mẽ". Ca khúc đạt thành công trên các bảng xếp hạng giống như đĩa đơn đầu, đạt vị trí quán quân tại Billboard Hot 100 trong 2 tuần liên tiếp và đạt vị trí số một tại Ireland, New Zealand, Scotland, Slovakia và nhiều bảng xếp hạng nhỏ khác tại Mỹ.
"Firework" được chọn phát hành dưới dạng đĩa đơn thứ ba vào ngày 18 tháng 10 năm 2010 thông qua các đài phát thanh và sau đó là dưới dạng kĩ thuật số ngày 2 tháng 11 năm 2010 tại Anh. Ca khúc nhận được nhiều phản ứng tích cực từ phía các nhà phê bình. Video âm nhạc của ca khúc là một phần của hợp đồng quảng bá khắp Châu Âu của nhà viễn thông Deutsche Telekom. Đây là công ty tham gia chủ trì một loạt những hoạt động và cuộc thi từ những người hâm mộ tại châu Âu tham gia trong video. Ca khúc tiếp tục đạt thành công về mặt thương mai, đạt vị trí đầu bảng tại Mỹ trong suốt 4 tuần liên tiếp. Ca khúc cũng dẫn đầu các bảng xếp hạng tại Brazil, Canada, New Zealand và các bảng xếp hạng phụ tại Mỹ.
"E.T." được phát hành vào ngày 16 tháng 2 năm 2011. Với phiên bản đĩa đơn, ca khúc được phối lại cho hợp với phần góp mặt của Kanye West. Video ca nhạc của bài hát được Floria Sigismondi đạo diễn và được ghi hình vào tháng 2 năm 2011 với sự xuất hiện của cả Perry và West. Video sau đó được ra mắt ngày 31 tháng 3 năm 2011. Ca khúc tiếp tục đẫn đầu các bảng xếp hạng tại Mỹ, Canada, Đức, Phần Lan và New Zealand.
"Last Friday Night (T.G.I.F.)" được phát hành ngày 6 tháng 6 năm 2011 tại Top 40/Mainstream, Mỹ dưới dạng đĩa đơn thứ 5 trích từ album. Ca khúc nhận được nhiều nhận xét trái chiều từ phía các nhà phê bình. Ca khúc tiếp tục là một sản phẩm thành công về mặt thương mai, khi đạt vị trí dẫn đầu tại Canada, Cộng hoà Séc, Slovakia và Billboard Hot 100 Mỹ trong hai tuần liên tiếp. Video ca nhạc được phát hành rộng khắp thế giới vào ngày 14 tháng 6 năm 2011. Video có sự góp mặt của Darren Criss, Rebecca Black, Kevin McHale, Kenny G, Hanson, Corey Feldman và Debbie Gibson. Phiên bản phối lại của ca khúc được phát hành vào ngày 8 tháng 8 năm 2011 cùng với nữ rapper người Mỹ, Missy Elliott. Ngày 17 tháng 8 năm 2011, với thành công của Last Friday Night, Perry lập nên kỉ lục mới khi là nghệ sĩ thứ hai và là nữ nghệ sĩ đầu tiên trong lịch sử có được 5 đĩa đơn đầu bảng tại Billboard Hot 100 trong cùng một album. Ca khúc cũng trở thành đĩa đơn thứ 4 đạt vị trí đầu bảng tại Canada.
"The One That Got Away" được phát hành làm đĩa đơn thứ sáu và là đĩa đơn cuối cùng từ Teenage Dream. Ca khúc được phát hành vào ngày 4 tháng 10 năm 2011 tại đài phát thanh Mainstream, Mỹ. Ca khúc nhận được nhiều phản ứng tích cực từ phía chuyên môn, những người ca ngợi giai điệu đứng đắn từ Perry. Một đoạn giới thiệu của video ca nhạc cũng được phát hành vào đầu tháng 11 và trọn video được phát hành ngày 11 tháng 11 năm 2011 trên The Ellen DeGeneres Show. Vào ngày 24 tháng 11, đĩa đơn bước vào top 10 Billboard Hot 100, đưa Teenage Dream trở thành một trong 7 album có sáu đĩa đơn trở lên đạt đến top 10 trong lịch sử âm nhạc Mỹ. Ngày 14 tháng 12, đây là một trong hai album có 6 ca khúc đạt vào top 4, mà sau đó đã lên đến vị trí thứ 3. "Hummingbird Heartbeat" được phát hành làm đĩa đơn quảng bá đầu tiên và duy nhất tại Úc vào ngày 12 tháng 9 năm 2012.

## Đánh giá chuyên môn
| Đánh giá chuyên môn  | Đánh giá chuyên môn |
| Điểm trung bình      | Điểm trung bình     |
| Nguồn                | Đánh giá            |
| -------------------- | ------------------- |
| Metacritic           | 52/100              |
| Nguồn đánh giá       |                     |
| Nguồn                | Đánh giá            |
| AllMusic             | [ 99 ]              |
| BBC                  | trái chiều          |
| Chicago Tribune      | [ 27 ]              |
| Entertainment Weekly | B−                  |
| Los Angeles Times    | [ 102 ]             |
| Rolling Stone        | [ 1 ]               |
| Slant Magazine       | [ 37 ]              |
| Spin                 | 6/10                |
| USA Today            | [ 104 ]             |

Teenage Dream nhận được nhiều ý kiến trái chiều từ phía chuyên môn. Theo điểm trung bình được cập nhật tại Metacritic, Teenage Dream nhận 52 trên 100 điểm, dựa trên 19 đánh giá. Teenage Dream thể hiện tốt hơn album trước của cô, One of the Boys với số điểm nhỏ hơn, 47 trên 100. Stephen Thomas Erlewine của AllMusic chỉ trích album này, mô tả nó là một sản phẩm "thông tục một cách đáng thất vọng" và "mệt mỏi". Mikeal Wook của Spin cho một đánh giá trái chiều, nhận thấy album "sẽ không làm quý phụ huynh phải thất vọng khi tìm ra lý do để lo lắng cho con mình". Rob Sheffield từ tạp chí Rolling Stone diễn tả album "chú trọng vào nhịp điệu những năm 80 [với] phần giai điệu nhẹ nhàng, nhấn sâu vào giai điệu disco kiểu Daft Punk". Greg Kot của Chicago Tribune cho nhận xét tiêu cực khi chỉ trích phần sản xuất, gọi nó là một album "giống kiểu Frankenstein", đồng thời nhận thấy giọng hát "như người máy" của Perry đã đánh mất đi "sự tao nhã hay bất cứ sắc thái nào". Matthew Cole của Slant Magazine gọi nó là một "sản phẩm quá tay [đã] phá hỏng hình tượng của cô ấy" và khẳng định Perry "tìm được cách để hạ thấp đẳng cấp của mình".
Dù vậy, Los Angeles Times lại phong tặng album 3 sao, viết rằng "trong Teenage Dream, những ca khúc cứ luân phiên nhau giữa chủ đề khoái lạc trong các buổi tiệc tùng và phần còn lại là những bản khuyến khích cảm xúc của người nghe. Nói cách khác, mục tiêu nhận được cuối cùng chính là tình yêu tuyệt vời, những buổi đi chơi vui vẻ và một đôi Daisy Dukes hoàn hảo". Leah Greenblatt, từ Entertainment Weekly khẳng định "bên dưới những bộ trang phục trái cây và những trò đùa vớ vẩn thì Perry hoàn toàn nghiêm túc trong việc sản xuất những đĩa đơn ăn khách, việc đó khiến Dream gần như không có sự gắn kết như một album, nhưng dần dần đạt đến ngưỡng mục đích mà cô muốn".

## Giải thưởng
Dù nhận được những ý kiến trái chiều, album này vẫn thắng giải "Album quốc tế của năm" tại giải Juno Awards năm 2011. Teenage Dream và những đĩa đơn của nó giúp Perry nhận được 7 đề cử Giải Grammy, bao gồm hạng mục "Album của Năm" và "Thu âm của Năm".
| Năm  | Giải thưởng                | Hạng mục                                                             | Kết quả   |
| ---- | -------------------------- | -------------------------------------------------------------------- | --------- |
| 2010 | Giải Âm nhạc Mỹ            | Album Pop/Rock được yêu thích nhất                                   | Đề cử     |
| 2011 | Giải Brit                  | Album quốc tế                                                        | Đề cử     |
| 2011 | Giải Grammy                | Album của năm                                                        | Đề cử     |
| 2011 | Giải Grammy                | Album giọng Pop xuất sắc nhất                                        | Đề cử     |
| 2011 | Giải Grammy                | Trình diễn giọng pop nữ xuất sắc nhất cho "Teenage Dream"            | Đề cử     |
| 2011 | Giải Grammy                | Hợp tác Pop xuất sắc nhất cho "California Gurls"                     | Đề cử     |
| 2011 | Giải âm nhạc Billboard     | Danh sách album Pop của năm                                          | Đề cử     |
| 2011 | Giải âm nhạc Virgin Media  | Album xuất sắc nhất                                                  | Đề cử     |
| 2011 | Giải Bạch kim châu Âu IFPI | Nhan đề album                                                        | Đoạt giải |
| 2011 | Giải Juno                  | Album quốc tế của năm                                                | Đoạt giải |
| 2011 | Premios Telehit            | Album quốc tế của năm                                                | Đoạt giải |
| 2011 | Giải Âm nhạc Mỹ            | Giải thưởng Thành tựu đặc biệt khi có 5 đĩa đơn đạt vị trí quán quân | Đoạt giải |
| 2012 | Giải Grammy                | Thu âm của năm cho "Firework"                                        | Đề cử     |
| 2012 | Giải Grammy                | Trình diễn đơn ca pop xuất sắc nhất cho "Firework"                   | Đề cử     |
| 2012 | Giải Âm nhạc Billboard     | Giải thưởng Nổi bật của Billboard                                    | Đoạt giải |

### Danh sách xuất sắc nhất
- #4 – Danh sách "50 ca khúc xuất sắc nhất năm 2010" của tạp chí Rolling Stone cho "Teenage Dream".[113]
- #4 – Danh sách "25 ca khúc quốc tế của năm" của tạp chí Rolling Stone Brasils cho "California Gurls".
- #25 – Danh sách "25 album quốc tế của năm" của tạp chí Rolling Stone Brasils cho Teenage Dream.

## Diễn biến thương mại
Sau khi phát hành, Teenage Dream mở đầu tại vị trí đầu bảng tại Billboard 200 Mỹ với tổng cộng 192.000 bản được bán ra trong tuần lễ đầu tiên, được chứng nhận hai lần đĩa Bạch kim bởi Hiệp hội Công nghiệp ghi âm Hoa Kỳ (RIAA) và tiêu thụ 3,000,000 tại Hoa Kỳ tính đến tháng 8 năm 2015. Trong tuần lễ ngày 21 tháng 7 năm 2012, album nhảy vọt từ vị trí thứ 21 đến vị trí Á quân trên bảng xếp hạng (tăng đến 417 phần trăm) với 80.000 đĩa được tiêu thụ, trở thành đĩa có lượng đĩa bán ra nhiều nhất kể từ Giáng sinh năm 2010 sau khi giảm còn 99 đồng trên Amazon. Trong tuần lễ cuối tháng 9 năm 2013, album hoàn thành 150 tuần xuất hiện trên bảng xếp hạng kể từ lần mở đầu ngày 11 tháng 9 năm 2010. Đến tháng 10 năm 2013, album bán ra 2.782.000 bản tại Hoa Kỳ. Album cũng đã mở đầu tại vị trí đầu bảng trên Canadian Albums Chart, khi tung ra 26.000 bản, và được chứng nhận đĩa bạch kim bởi Hiệp hội Công nghiệp ghi âm Canada (CRIA).
Tại Úc, Teenage Dream mở đầu ở vị trí đầu bảng trong hai tuần liên tiếp. Album cũng được chứng nhận ba lần đĩa Bạch kim bởi Hiệp hội Công nghiệp ghi âm Úc (ARIA), cho 210.000 bản được tiêu thụ. Tại New Zealand, Teenage Dream mở đầu tại vị trí thứ hai và đạt vị trí quán quân sau 4 tuần xuất hiện. Nó được chứng nhận đĩa Vàng bởi Hiệp hội Công nghiệp ghi âm New Zealand (RIANZ) Tính đến ngày 19 tháng 6 năm 2012, Teenage Dream là album bán chạy thứ 12 trong lịch sử âm nhạc tại đó, giúp Perry là nữ nghệ sĩ thứ 5 có tên trong danh sách (đứng sau Adele, Norah Jones, Shania Twain và Bic Runga). Tại Anh Quốc, Teenage Dream đạt vị trí dẫn đầu tại UK Albums Chart, bán hơn 54.176 bản. Nó được chứng nhận hai lần đĩa Bạch kim cho hơn 600.000 đĩa được tung ra. Tính đến tháng 4 năm 2012, album bán 1.005.728 bản tại thị trường Anh. Tại Pháp, Teenage Dream mở đầu tại vị trí thứ 14 tại French Albums Chart và sau đó đạt vị trí thứ ba. Tại Mexico, album mở đầu và đạt vị trí thứ 11. Album được chứng nhận đĩa Vàng tại đó. Tại Tây Ban Nha, Teenage Dream mở đầu tại vị trí thứ 4 trên Spanish Albums Chart và ở xuất hiện trong bảng xếp hạng trong 27 tuần. Tại Brazil, album xếp thứ tư trên CD – TOP 20 Semanal ABPD. Teenage Dream tính đến nay đã bán hơn 6 triệu bản trên toàn thế giới.

## Di sản

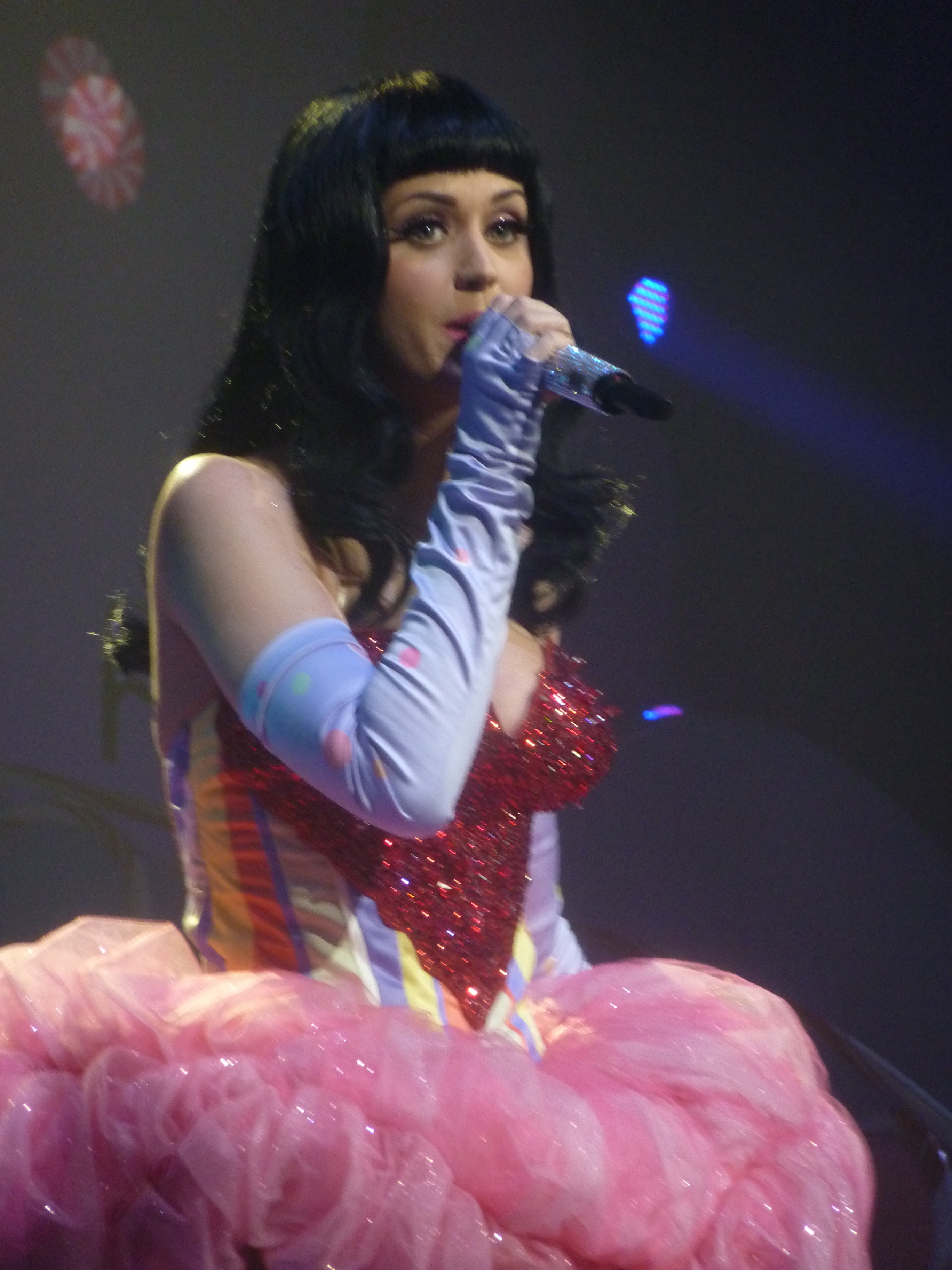
Teenage Dream là album thứ hai có 5 đĩa đơn liên tiếp đạt quán quân tại Billboard Hot 100.

Teenage Dream san bằng hoặc phá vỡ hàng loạt những kỉ lục trong suốt thời gian phát hành của mình. Perry trở thành nghệ sĩ thứ hai trong bảng xếp hạng Billboard Hot 100, nơi có lịch sử hơn 53 năm hình thành, có 5 đĩa đơn đạt vị trí quán quân trong cùng một album, phá vỡ kỉ lục của Michael Jackson với Bad (1987). Perry cũng là nghệ sĩ nữ đầu tiên nhận được kỉ lục này. Album là một trong những album duy nhất khi có 8 đĩa đơn lọt vào top 3 tại Billboard Hot 100 (san bằng với Rhythm Nation 1814 của Janet Jackson và Faith của George Michael) và là album duy nhất có 9 ca khúc đứng đầu bảng xếp hạng Billboard Hot Dance Club Songs, phá vỡ kỉ lục trước đây của I Am... Sasha Fierce của Beyoncé và The Power of Music của Kristine W, với 6 ca khúc. Perry có lặp lại thành công này ở Anh, khi phá vỡ kỉ lục của Official Charts Company cho số lượng đĩa đơn đạt top 10 có được trong một album phòng thu của một nghệ sĩ nữ.
Tám ca khúc trích từ Teenage Dream dẫn đầu bảng xếp hạng Adult Top 40 và Mainstream Top 40, nhiều hơn bất cứ album nào khác. Thêm nữa, với 7 ca khúc đầu bảng, từ "Waking Up in Vegas", Perry phá vỡ kỉ lục cho số đĩa đơn đạt quán quân tại Mainstream Top 40 của Lady Gaga với 6 đĩa đơn. Các đĩa đơn cũng cho Perry xuất hiện trong top 10 của Hot 100 suốt 69 tuần, một kỉ lục chưa từng có, cùng với 71 tuần tại bảng xếp hạng Airplay. Perry cũng có nhiều đĩa đơn đầu bảng nhất (bốn đĩa đơn) trích từ một album tại Canadian Hot 100. Cộng lại, các bài hát trong album đã tiêu thụ hơn 35 triệu bản khắp thế giới. Cùng với đó, 5 đĩa đơn đầu tiên trích từ album đứng đầu bảng xếp hạng tại Mỹ và đứng trong top 10 của hơn 20 quốc gia. Cả năm đĩa đơn từ album cũng dẫn đầu các bảng xếp hạng Kĩ thuật số và Đài phát thanh, giúp cô trở thành nghệ sĩ đầu tiên có 5 đĩa đơn đầu bảng tại bảng xếp hạng Đài phát thanh. Perry trở thành nghệ sĩ đầu tiên có 52 tuần liên tiếp trong top 10 của Billboard Hot 100 và sau đó nâng lên thành 69 tuần, với 5 đĩa đơn đầu tiên từ album, phá vỡ kỉ lục trước đây của Ace of Base cùng 48 tuần với 3 đĩa đơn.
Trên Mainstream Top 40, album giữ kỉ lục duy nhất trên lịch sử bảng xếp hạng khi có 4 ca khúc trong cùng một album đạt vào top 5 "Lượt nghe nhiều nhất tuần"; 1. "Last Friday Night (T.G.I.F.)" (12,468), 2. "E.T." (12,361), 3. "California Gurls" (12,159), and 5. "Firework" (11,857). Perry có tổng cộng 28 tuần đứng đầu bảng với các đĩa đơn từ Teenage Dream. Các đĩa đơn từ Teenage Dream có nhiều tuần tại Billboard Hot 100 hơn bất cứ album nào khác, với 225 tuần liên tiếp tại Billboard Hot 100, phá vỡ kỉ lục trước của Michael Jackson với các đĩa đơn từ Thriller với 130 tuần trên bảng xếp hạng.

## Danh sách bài hát
| STT | Nhan đề                                     | Sáng tác                                                                | Nhà sản xuất                       | Thời lượng |
| --- | ------------------------------------------- | ----------------------------------------------------------------------- | ---------------------------------- | ---------- |
| 1.  | "Teenage Dream"                             | Katy Perry, Lukasz Gottwald, Max Martin, Benjamin Levin, Bonnie McKee   | Dr. Luke, Benny Blanco, Max Martin | 3:47       |
| 2.  | "Last Friday Night (T.G.I.F.)"              | Perry, Gottwald, Martin, McKee                                          | Dr. Luke, Max Martin               | 3:50       |
| 3.  | "California Gurls" (hợp tác với Snoop Dogg) | Perry, Gottwald, Martin, Levin, McKee, Calvin Broadus                   | Dr. Luke, Benny Blanco, Max Martin | 3:55       |
| 4.  | "Firework"                                  | Perry, Mikkel S. Eriksen, Tor Erik Hermansen, Sandy Wilhelm, Ester Dean | Stargate, Sandy Vee                | 3:48       |
| 5.  | "Peacock"                                   | Perry, Eriksen, Hermansen, Dean                                         | Stargate                           | 3:51       |
| 6.  | "Circle the Drain"                          | Perry, Christopher Stewart, Monte Neuble                                | Tricky Stewart                     | 4:32       |
| 7.  | "The One That Got Away"                     | Perry, Gottwald, Martin                                                 | Dr. Luke, Max Martin               | 3:47       |
| 8.  | "E.T."                                      | Perry, Gottwald, Martin, Joshua Coleman                                 | Dr. Luke, Ammo, Max Martin         | 3:51       |
| 9.  | "Who Am I Living For?"                      | Perry, Stewart, Neuble, Brian Thomas                                    | Tricky Stewart                     | 4:08       |
| 10. | "Pearl"                                     | Perry, Greg Wells, Stewart                                              | Greg Wells                         | 4:08       |
| 11. | "Hummingbird Heartbeat"                     | Perry, Stewart, Stacy Barthe, Neuble                                    | Tricky Stewart                     | 3:32       |
| 12. | "Not Like the Movies"                       | Perry, Wells                                                            | Greg Wells                         | 4:01       |

| Bài hát tặng kèm ở Nhật | Bài hát tặng kèm ở Nhật                                               | Bài hát tặng kèm ở Nhật                   | Bài hát tặng kèm ở Nhật                     | Bài hát tặng kèm ở Nhật |
| STT                     | Nhan đề                                                               | Sáng tác                                  | Nhà sản xuất                                | Thời lượng              |
| ----------------------- | --------------------------------------------------------------------- | ----------------------------------------- | ------------------------------------------- | ----------------------- |
| 13.                     | "California Gurls" (featuring Snoop Dogg) (Innerpartysystem Main Mix) | Perry Broadus Gottwald Martin Levin McKee | Dr. Luke Blanco Martin Innerpartysystem [b] | 4:27                    |

| Bài hát tặng kèm ấn bản iTunes chất lượng cao tại Nhật | Bài hát tặng kèm ấn bản iTunes chất lượng cao tại Nhật              | Bài hát tặng kèm ấn bản iTunes chất lượng cao tại Nhật | Bài hát tặng kèm ấn bản iTunes chất lượng cao tại Nhật | Bài hát tặng kèm ấn bản iTunes chất lượng cao tại Nhật |
| STT                                                    | Nhan đề                                                             | Sáng tác                                               | Producer(s)                                            | Thời lượng                                             |
| ------------------------------------------------------ | ------------------------------------------------------------------- | ------------------------------------------------------ | ------------------------------------------------------ | ------------------------------------------------------ |
| 14.                                                    | "If We Ever Meet Again" (Timbaland featuring Katy Perry)            | James Washington Timothy Mosley busbee                 | Jim Beanz Timbaland                                    | 4:53                                                   |
| 15.                                                    | "Starstrukk" (3OH!3 featuring Katy Perry)                           | Sean Foreman Nathaniel Motte                           | Matt Squire                                            | 3:22                                                   |
| 16.                                                    | "California Gurls" ((góp giọng của Snoop Dogg) (Passion Pit Remix)  | Perry Broadus Gottwald Martin Levin McKee              | Dr. Luke Blanco Martin Passion Pit [b]                 | 4:12                                                   |
| 17.                                                    | "California Gurls" (featuring Snoop Dogg) (Armand Van Helden Remix) | Perry Broadus Gottwald Martin Levin McKee              | Dr. Luke Blanco Martin Armand Van Helden [b]           | 5:49                                                   |
| 18.                                                    | "Teenage Dream" (Kaskade Remix)                                     | Perry Gottwald Martin Levin McKee                      | Dr. Luke Blanco Martin Kaskade [b]                     | 6:27                                                   |

| Ca khúc tặng kèm bản ở Mỹ | Ca khúc tặng kèm bản ở Mỹ                                          | Ca khúc tặng kèm bản ở Mỹ |
| STT                       | Nhan đề                                                            | Thời lượng                |
| ------------------------- | ------------------------------------------------------------------ | ------------------------- |
| 13.                       | "California Gurls" (hợp tác với Snoop Dogg) (Passion Pit Main Mix) | 4:11                      |
| 14.                       | "Teenage Dream" (Kaskade Club Remix)                               | 6:27                      |
| 15.                       | "E.T (hợp tác với Kanye West)"                                     | 4:20                      |

| Ca khúc tặng kèm bản iTunes Store | Ca khúc tặng kèm bản iTunes Store           | Ca khúc tặng kèm bản iTunes Store       | Ca khúc tặng kèm bản iTunes Store |
| STT                               | Nhan đề                                     | Ghi chú                                 | Thời lượng                        |
| --------------------------------- | ------------------------------------------- | --------------------------------------- | --------------------------------- |
| 13.                               | "California Gurls" (hợp tác với Snoop Dogg) | Passion Pit Remix                       | 4:11                              |
| 14.                               | "California Gurls" (hợp tác với Snoop Dogg) | MSTRKRFT Remix                          | 3:59                              |
| 15.                               | "Teenage Dream"                             | Kaskade Club Remix                      | 6:27                              |
| 16.                               | "Peacock"                                   | Cory Enemy & Mia Moretti Vocal Club Mix | 5:32                              |
| 17.                               | "Teenage Dream"                             | Music video                             | 3:49                              |
| 18.                               | "California Gurls" (UK iTunes Store)        | Music video                             | 3:56                              |

| Ca khúc tặng kèm ấn bản iTunes chất lượng cao tại Bắc Mỹ | Ca khúc tặng kèm ấn bản iTunes chất lượng cao tại Bắc Mỹ            | Ca khúc tặng kèm ấn bản iTunes chất lượng cao tại Bắc Mỹ | Ca khúc tặng kèm ấn bản iTunes chất lượng cao tại Bắc Mỹ | Ca khúc tặng kèm ấn bản iTunes chất lượng cao tại Bắc Mỹ |
| STT                                                      | Nhan đề                                                             | Sáng tác                                                 | Producer(s)                                              | Thời lượng                                               |
| -------------------------------------------------------- | ------------------------------------------------------------------- | -------------------------------------------------------- | -------------------------------------------------------- | -------------------------------------------------------- |
| 13.                                                      | "California Gurls" (featuring Snoop Dogg) (Passion Pit Remix)       | Perry Broadus Gottwald Martin Levin McKee                | Dr. Luke Blanco Martin Passion Pit [b]                   | 4:12                                                     |
| 14.                                                      | "California Gurls" (featuring Snoop Dogg) (Armand Van Helden Remix) | Perry Broadus Gottwald Martin Levin McKee                | Dr. Luke Blanco Martin Armand Van Helden [b]             | 5:49                                                     |
| 15.                                                      | "Teenage Dream" (Kaskade Remix)                                     | Perry Gottwald Martin Levin McKee                        | Dr. Luke Blanco Martin Kaskade [b]                       | 6:27                                                     |
| 16.                                                      | "Peacock" (Cory Enemy & Mia Moretti Vocal Club Mix)                 | Katy Perry Eriksen Hermansen Dean                        | StarGate Cory Enemy [b] Mia Moretti [b]                  |                                                          |

| Đĩa tặng kèm bản đặc biệt: Dream On | Đĩa tặng kèm bản đặc biệt: Dream On                                   | Đĩa tặng kèm bản đặc biệt: Dream On       | Đĩa tặng kèm bản đặc biệt: Dream On | Đĩa tặng kèm bản đặc biệt: Dream On |
| STT                                 | Nhan đề                                                               | Sáng tác                                  | Nhà sản xuất                        | Thời lượng                          |
| ----------------------------------- | --------------------------------------------------------------------- | ----------------------------------------- | ----------------------------------- | ----------------------------------- |
| 1.                                  | "If We Ever Meet Again" (Timbaland hợp tác với Katy Perry)            | Jim Beanz, Timothy Mosley, Michael Busbee | Jim Beanz, Timbaland                | 4:23                                |
| 2.                                  | "Starstrukk" (3OH!3 hợp tác với Katy Perry)                           | Sean Foreman, Nathaniel Motte             | Matt Squire                         | 3:22                                |
| 3.                                  | "California Gurls" (Passion Pit Main Mix) (hợp tác với Snoop Dogg)    | Broadus, Gottwald, Martin, McKee, Blanco  | Dr. Luke, Max Martin, Benny Blanco  | 4:11                                |
| 4.                                  | "California Gurls" (Armand Van Helden Remix) (hợp tác với Snoop Dogg) | Broadus, Gottwald, Martin, McKee, Blanco  | Dr. Luke, Max Martin, Benny Blanco  | 5:48                                |
| 5.                                  | "Teenage Dream" (Kaskade Club Mix)                                    | Gottwald, Martin, McKee, Blanco           | Dr. Luke, Max Martin, Benny Blanco  | 6:28                                |

| Ca khúc tặng kèm ấn bản iTunes chất lượng cao tại Spotify & châu âu | Ca khúc tặng kèm ấn bản iTunes chất lượng cao tại Spotify & châu âu | Ca khúc tặng kèm ấn bản iTunes chất lượng cao tại Spotify & châu âu | Ca khúc tặng kèm ấn bản iTunes chất lượng cao tại Spotify & châu âu | Ca khúc tặng kèm ấn bản iTunes chất lượng cao tại Spotify & châu âu |
| STT                                                                 | Nhan đề                                                             | Sáng tác                                                            | Nhà sản xuất                                                        | Thời lượng                                                          |
| ------------------------------------------------------------------- | ------------------------------------------------------------------- | ------------------------------------------------------------------- | ------------------------------------------------------------------- | ------------------------------------------------------------------- |
| 6.                                                                  | "Peacock" (Cory Enemy & Mia Moretti Vocal Club Mix)                 | Katy Perry Eriksen Hermansen Dean                                   | StarGate Cory Enemy [b] Mia Moretti [b]                             |                                                                     |

## Đội ngũ thực hiện
Nguồn:
- Ammo – sáng tác, drums, keyboards, lên chương trình, nhà sản xuất
- Benny Blanco – sáng tác, drums, keyboards, lên chương trình, nhà sản xuất
- Dr. Luke – sáng tác, drums, keyboards, lên chương trình, nhà sản xuất
- Mikkel S. Eriksen – sáng tác, xây dựng, trang bị dàn nhạc
- Nicolas Essig – cố vấn xây dựng
- Fabien Waltmann – tổng hợp, lên chương trình
- Josh Freese – drums
- Charles Malone – guitar, cố vấn xây dựng
- Max Martin – sáng tác, drums, keyboards, lên chương trình, nhà sản xuất
- Bonnie McKee – sáng tác (một phần của Epic Records)
- Julio Miranda – guitar
- Monte Neuble – keyboards, sáng tác
- Tucker Bodine – cố vấn xây dựng
- Randy Urbanski – xây dựng
- Luis Navarro – cố vấn xây dựng
- Nick Chahwala – âm thanh
- Chris "Tek" O'Ryan – xây dựng, xây dựng guitar
- Brent Paschke – guitar
- L. Leon Pendarvis – cải biên, chỉ đạo
- Katy Perry – sáng tác, hát chính
- Lenny Pickett – saxophone
- Daniel Silvestri – bass, guitar
- Snoop Dogg – sáng tác, hát chính
- Stargate – nhà sản xuất
- Rob Stevenson – A&R
- Tricky Stewart – sáng tác, keyboards, nhà sản xuất, drum
- Greg Wells – tổng hợp, piano, sáng tác, drums, lên chương trình, nhà sản xuất
- Kanye West – đồng sản xuất, hát chính
- Will Cotton – nhiếp ảnh gia

## Bảng xếp hạng
| Bảng xếp hạng (2010–11)         | Vị trí cao nhất |
| ------------------------------- | --------------- |
| Australian Albums Chart         | 1               |
| Austrian Albums Chart           | 1               |
| Belgian Albums Chart (Flanders) | 10              |
| Belgian Albums Chart (Wallonia) | 5               |
| Brazil TOP 20 Semanal ABPD      | 4               |
| Canadian Albums Chart           | 1               |
| Czech Albums Chart              | 8               |
| Danish Albums Chart             | 14              |
| Dutch Albums Chart              | 6               |
| European Top 100 Albums         | 1               |
| Finnish Albums Chart            | 8               |
| French Albums Chart             | 3               |
| German Albums Chart             | 5               |
| Greek Albums Chart              | 3               |
| Hungarian Albums Chart          | 9               |
| Irish Albums Chart              | 1               |
| Italian Albums Chart            | 3               |
| Mexican Album Charts            | 11              |
| New Zealand Albums Chart        | 1               |
| Norwegian Albums Chart          | 18              |
| Polish Album Charts             | 7               |
| Portuguese Albums Chart         | 11              |
| Scottish Albums Chart           | 1               |
| Spanish Albums Chart            | 4               |
| Swedish Albums Chart            | 11              |
| Swiss Albums Chart              | 4               |
| UK Albums Chart                 | 1               |
| US Billboard 200                | 1               |

| Bảng xếp hạng (2010)     | Thứ hạng |
| ------------------------ | -------- |
| Australian Albums Chart  | 10       |
| Canadian Albums Chart    | 5        |
| European Top 100 Albums  | 25       |
| French Albums Chart      | 51       |
| German Albums Chart      | 51       |
| Mexican Albums Chart     | 77       |
| New Zealand Albums Chart | 8        |
| Swiss Music Charts       | 52       |
| UK Albums Chart          | 15       |
| US Billboard 200         | 40       |
| Bảng xếp hạng (2011)     | Thứ hạng |
| Australian Albums Chart  | 18       |
| Canadian Albums Chart    | 5        |
| French Albums Chart      | 49       |
| Italian Albums Chart     | 76       |
| Mexican Albums Chart     | 42       |
| New Zealand Albums Chart | 7        |
| UK Albums Chart          | 25       |
| US Billboard 200         | 10       |
| Bảng xếp hạng (2012)     | Thứ hạng |
| Australian Albums Chart  | 27       |
| Canadian Albums Chart    | 49       |
| French Albums Chart      | 96       |
| Mexican Albums Chart     | 49       |
| New Zealand Albums Chart | 17       |
| US Billboard 200         | 25       |
| Bảng xếp hạng (2013)     | Thứ hạng |
| US Billboard 200         | 127      |

### Chứng nhận
| Quốc gia                                                                           | Chứng nhận  | Số đơn vị/doanh số chứng nhận |
| ---------------------------------------------------------------------------------- | ----------- | ----------------------------- |
| Argentina (CAPIF)                                                                  | Vàng        | 20.000^                       |
| Úc (ARIA)                                                                          | 4× Bạch kim | 280.000^                      |
| Áo (IFPI Áo)                                                                       | Vàng        | 10.000*                       |
| Bỉ (BEA)                                                                           | Vàng        | 15.000*                       |
| Canada (Music Canada)                                                              | 4× Bạch kim | 320.000^                      |
| Colombia (ASINCOL)                                                                 | Bạch kim    | 10,000^                       |
| Đan Mạch (IFPI Đan Mạch)                                                           | Vàng        | 15.000^                       |
| Pháp (SNEP)                                                                        | 2× Bạch kim | 200.000*                      |
| Đức (BVMI)                                                                         | Bạch kim    | 300.000^                      |
| Ireland (IRMA)                                                                     | 2× Bạch kim | 30.000^                       |
| Ý (FIMI)                                                                           | Bạch kim    | 60.000*                       |
| Nhật Bản (RIAJ)                                                                    | Vàng        | 100.000^                      |
| México (AMPROFON)                                                                  | Bạch kim    | 60.000^                       |
| New Zealand (RMNZ)                                                                 | 3× Bạch kim | 45.000^                       |
| Philippines(PARI)                                                                  | Bạch kim    | 15,000^                       |
| Thụy Điển (GLF)                                                                    | Bạch kim    | 40.000‡                       |
| Thụy Sĩ (IFPI)                                                                     | Vàng        | 15,000^                       |
| Anh Quốc (BPI)                                                                     | 4× Bạch kim | 1.200.000*                    |
| Hoa Kỳ (RIAA)                                                                      | 3× Bạch kim | 3,000,000                     |
| Tổng hợp                                                                           |             |                               |
| Châu Âu (IFPI)                                                                     | Bạch kim    | 1.000.000*                    |
| GCC (IFPI Trung Đông)                                                              | Vàng        | 3.000*                        |
| * Chứng nhận dựa theo doanh số tiêu thụ. ^ Chứng nhận dựa theo doanh số nhập hàng. |             |                               |